# Elecciones legislativas de Rumania de 1965
El 7 de marzo de 1965 se celebraron elecciones legislativas en la República Socialista de Rumania. El único partido que se presentó a las elecciones fue el Frente Democrático Popular, dominado por el Partido Comunista Rumano e incluyendo otras organizaciones de masas. Ningún posible candidato podía postularse sin la autorización del partido. Como era de esperar, el Frente ganó los 465 escaños de la Gran Asamblea Nacional.

## Sistema electoral
Los candidatos fueron elegidos en circunscripciones uninominales, y debían recibir más del 50 % de los votos. Si ningún candidato superaba ese porcentaje, o si la participación electoral en la circunscripción era inferior al 50 %, se realizaban nuevas elecciones hasta que se cumplieran los requisitos. Los votantes tuvieron la posibilidad de votar en contra de los candidatos del Frente.

## Resultados
| Partido                    | Votos      | %    | Escaños |
| -------------------------- | ---------- | ---- | ------- |
| Frente Democrático Popular | 12 834 862 | 99.9 | 465     |
| En contra                  | 16 449     | 0.1  | –       |
| Votos en blanco/nulos      | 2 279      | –    | –       |
| Total                      | 12 853 590 | 100  | 465     |
| Participación electoral    | 12 858 835 | 100  | –       |
| Fuente: Nohlen & Stöver    |            |      |         |